# Tique
Tique é o movimento ou vocalização humanos involuntários, súbitos e repetitivos, que envolvem um determinado grupo de músculos. Determinados tiques podem ser invisíveis ao observador (e.g., contração abdominal ou estalo dos dedos), enquanto outros não (e.g., piscar excessivo dos olhos ou movimentos bruscos com a cabeça), trazendo muitas vezes embaraço ao sujeito.
O tique não se confunde com outras desordens motoras (e.g., coreia de Sydenham, distonia, mioclonia), ou com desordens neurológicas, como o autismo. Distingue-se também do transtorno obsessivo-compulsivo e da epilepsia.

## Descrição e classificação
Tiques são classificados em simples e complexos, além de motores e fônicos.
- Tiques simples
  - Tiques simples motores são movimentos involuntários decorrentes da atividade de determinados grupos musculares, como coçar a nuca, arquear as sobrancelhas etc.
  - Tiques simples fônicos são sons involuntários produzidos pela passagem do ar pelo nariz, boca ou garganta.

- Tiques complexos
  - Tiques complexos motores são movimentos semi-voluntários e de extensão mais prolongada que os simples, como tocar outras pessoas, encostar em objetos variados, repetir movimentos de terceiros, etc.
  - Tiques complexos fônicos são movimentos semi-voluntários que implicam vocalização de palavras inteiras, como repetir o discurso de um terceiro, repetir as palavras de um texto, etc.

## Cuidados
Segundo os médicos, deve-se evitar falar diretamente para uma pessoa que ela tem tique. Algumas podem se ofender ou se irritar com esse tipo de comentário.
Por isso, é sempre bom procurar a família do paciente, que tem mais condições de dar apoio e, certamente, já percebeu o problema. Além disso, o tique é um problema com um fator genético envolvido.
Alterações emocionais, como nervosismo, estresse, cansaço ou falta de sono, podem piorar transtornos psiquiátricos. Isso porque a instabilidade aumenta a adrenalina descarregada no corpo, o que pode provocar uma crise de tiques.
Alimentos estimulantes, como café, chá verde ou preto, chocolate e guaraná em pó, podem estimular o efeito da dopamina no cérebro. Com isso, a pessoa fica mais tensa e acelerada, o que faz com que também haja um descontrole dos tiques.